# 国鉄2800形蒸気機関車

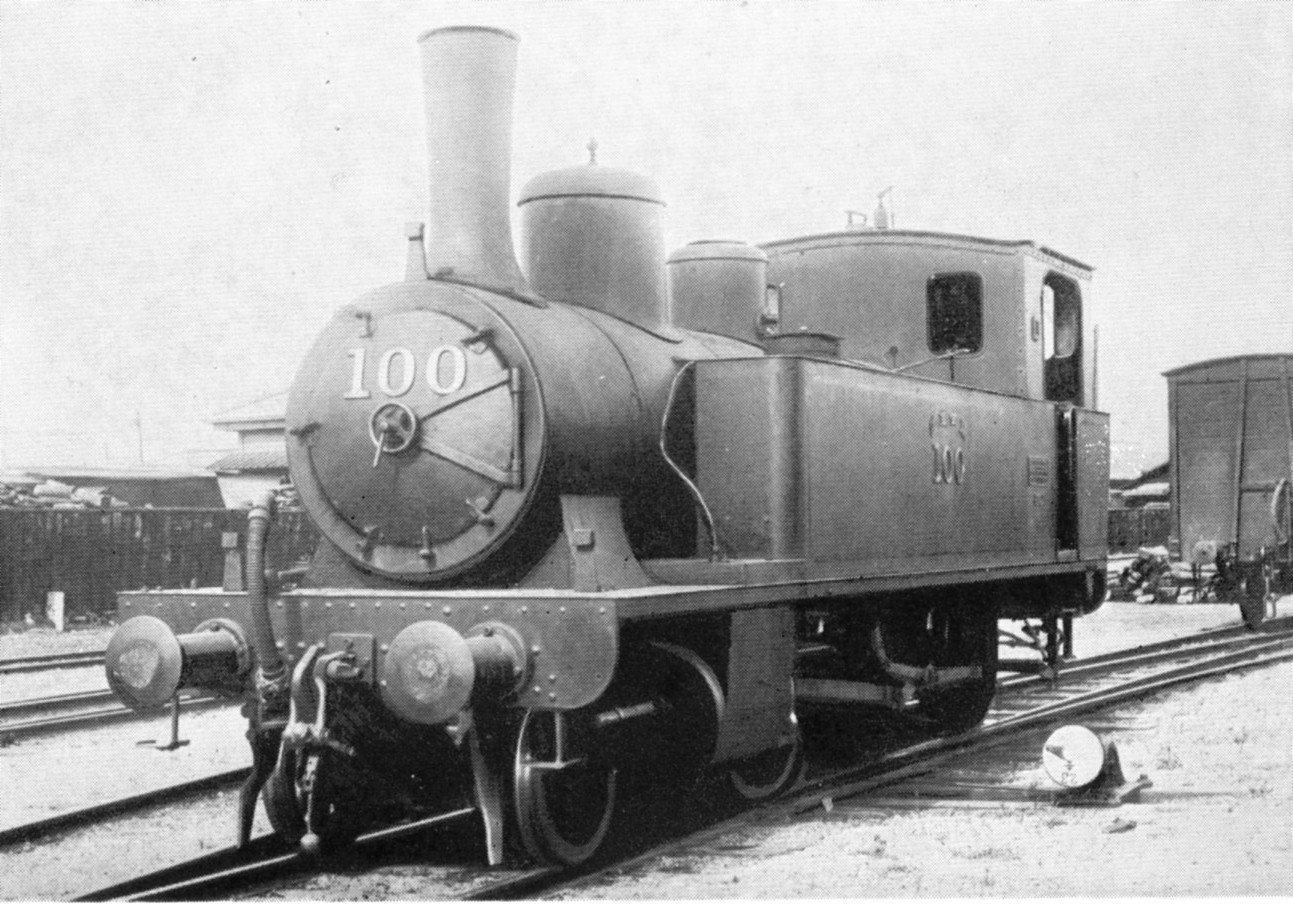
関西鉄道 100（後の鉄道院 2802）

2800形は、かつて日本国有鉄道の前身たる鉄道院・鉄道省に在籍したタンク式蒸気機関車である。

## 概要
スイスのスイス・ロコモティブ・アンド・マシン・ワークス (SLM) から輸入された、車軸配置2-6-0 (1C) 、2気筒単式の飽和式タンク機関車である。元は、奈良鉄道が1897年（明治30年）に3両（製造番号1041 - 1043）、1899年（明治32年）に4両（製造番号1183 - 1186）を輸入したもので、同社では6 - 12と称したが、1905年（明治38年）の関西鉄道への営業譲渡による編入を経て、1907年（明治40年）に国有化された。本形式は、関西鉄道では98形「三笠」 (98 - 104) と称し、国有化後、1909年（明治42年）に制定された、鉄道院の車両形式称号規程では2800形 (2800 - 2806) と改められた。
日本に輸入されたSLM製の蒸気機関車は、本形式を含めて4形式16両のみで、希少な存在である。また、車軸配置2-6-0のタンク機関車というのも日本では例が少なく、本形式の他に旧九州鉄道の2820形、旧阪鶴鉄道の2850形があるのみである。
本形式の形態は、概ねドイツの流儀に則っているが、さらに簡素な印象である。ボイラーは先輪の上部まで延ばされた長いもので、先輪の後ろに置かれたシリンダと煙突の位置は大きくずれている。歩み板は、前端梁から後端梁まで一直線に通されている。また、前面煙室扉のヒンジが中央の煙室ハンドルまで斜めとされ、ちょうど三角形を描いた形となっている。

### 主要諸元
- 全長 : 9,011mm
- 全高 : 3,480mm
- 軌間 : 1,067mm
- 車軸配置 : 2-6-0 (1C)
- 動輪直径 : 1,219mm
- 弁装置 : ワルシャート式

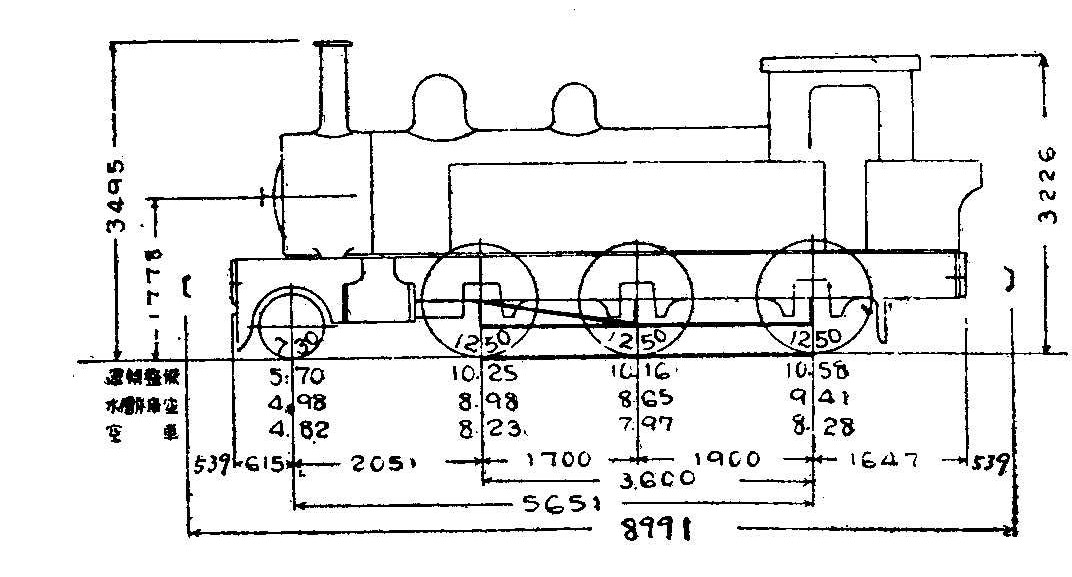
形式図

- シリンダー（直径×行程） : 381mm×559mm
- ボイラー圧力 : 10.0kg/cm2
- 火格子面積 : 1.11m2
- 全伝熱面積 : 71.4m2
  - 煙管蒸発伝熱面積 : 64.5m2
  - 火室蒸発伝熱面積 : 6.9m2
- ボイラー水容量 : 2.2m3
- 小煙管（直径×長サ×数） : 45mm×3,277mm×41本
- 機関車運転整備重量 : 36.69t
- 機関車空車重量 : 29.30t
- 機関車動輪上重量（運転整備時） : 30.99t
- 機関車動輪軸重（最大・第2動輪上） : 10.58t
- 水タンク容量 : 4.1m3
- 燃料積載量 : 1.24t
- 機関車性能
  - シリンダ引張力 : 7,190kg
- ブレーキ装置 : 手ブレーキ、蒸気ブレーキ

## 経歴
本形式の使用成績は優秀で、半数以上が太平洋戦争後まで使用された。国有化後は、福知山や姫路、亀山などに分散されたが、1926年（大正15年）に高知に集められ、土讃線が全通する1935年（昭和10年）まで、2120形とともに主力として使用された。その際に、側水槽の容量を増大して、既設水槽の上部に継ぎ足している。
国有鉄道からの除籍は、1937年（昭和12年）から始まり、2800，2805が播丹鉄道に払下げられて同社の18, 19となった。両機は1943年（昭和18年）の戦時買収により再び国有鉄道籍となったが、1949年（昭和24年）までに廃車となった。翌1938年（昭和13年）には2802が三井鉱山三池鉱業所に払い下げられて19に改称された。同機は太平洋戦争後間もなく廃車解体された。
国有鉄道に残ったものは、新見や建設局に転用された。